# Сифијано (Болцано)
Сифијано је насеље у Италији у округу Болцано, региону Трентино-Јужни Тирол.
Према процени из 2011. у насељу је живело 48 становника. Насеље се налази на надморској висини од 989 м.